# فستوكة ديريسية
الفستوكة الديريسية (باللاتينية: Festuca dyris) نوع نباتي يتبع جنس الفستوكة من الفصيلة النجيلية. سميت بذلك نسبة إلى ديريس، الاسم القديم لجبال الأطلس.

## الموئل والانتشار
موطنها المغرب العربي.

## مرادفات للاسم العلمي
- (باللاتينية: Festuca alpina var. dyris Maire & Trab.)

## الوصف النباتي
النبات عشبي معمر.